# اتفاقية إيدن

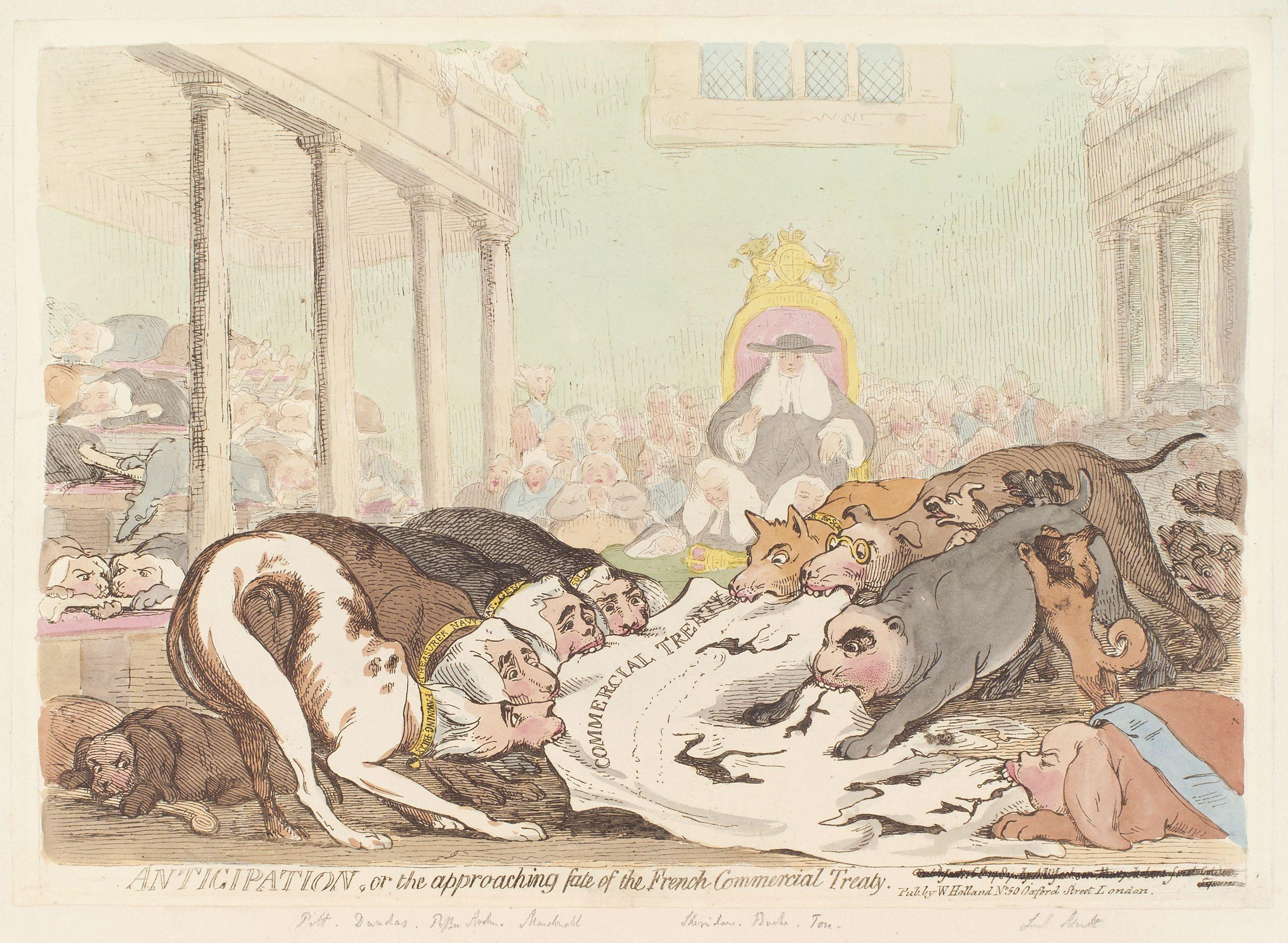
الكاريكاتير السياسي لجيمس جيلراي (1787): تعليق على معاهدة إيدن وتأثيراتها على العلاقات البريطانية الفرنسية

وُقعت معاهدة إيدن بين بريطانيا العظمى وفرنسا في 1786 سُميت تيمنًا بالمفاوض البريطاني ويليم إيدن بارون أوكلاند الأول (1744- 1814). مثّل الجانب الفرنسي جوزيف ماتياس جيرار دو رينيفال. أنهت على نحو فعال، لمدة وجيزة، الحرب الاقتصادية بين فرنسا وبريطانيا العظمى وأعدت نظامًا لتخفيض جمارك السلع من أي من الدولتين. حفزها في بريطانيا انفصال المستعمرات الأمريكية الثلاث عشرة، ونشر كتاب ثروة الأمم لآدم سميث. كان رئيس الوزراء البريطاني ويليم بيت الأصغر متأثرًا تأثرًا شديدًا بأفكار سميث، وكان أحد المحفزين الأساسيين للمعاهدة.
جعل عناد البريطانيين في المفاوضات الاتفاقية التجارية لصالح بريطانيا بالكامل تقريبًا، وانتهى الأمر بالحماية غير المتساوية لبعض الصناعات إلى الإضرار بالاقتصاد الفرنسي. غالبًا ما تُرى هذه المعاهدة إحدى مظالم الشعب الفرنسي التي أشعلت شرارة الثورة الفرنسية. انهارت المعاهدة في 1793 عقب مزاعم في المؤتمر الوطني الفرنسي 1792- 1795 أن مرسوم الأجانب لعام 1792 انتهك شروط المعاهدة وأن اندلاع الحرب في بداية فبراير بين بريطانيا العظمى وفرنسا أنهيا أي فرصة للوصول إلى تسوية.

## خلفية تاريخية

### الاتجارية
بدأت سلسلة الأحداث التي أدت إلى اتفاقية إيدن قبل قرنين عندما صارت الاتجارية (وهي مصطلح صاغه لاحقًا آدم سميث) السياسة الاقتصادية الرئيسة في أوروبا الغربية. قبل كل الدول الأخرى، كانت الدولتان الإتجاريتان الرائدتان في بداية أوروبا الحديثة بريطانيا وفرنسا، اللتان اتبعتا توجيهات جان باتيست كولبير. نفذ كولبير السياسة في فرنسا في القرن السابع عشر بناء على فهمه أن «الموارد الطبيعية محدودة، وقوة الأمة تعتمد على نسبة موارد العالم التي تحصل عليها». نتيجة لذلك، سارت السياسات الاتجارية جنبًا إلى جنب مع الاستعمار، إذ أتاحت المستعمرات للبلد الأم إمكانية الوصول إلى الموارد والمواد الخام، وفي المقابل، عملت سوقًا للمنتجات الصناعية المصنوعة في البلد الأم. سنت كل من بريطانيا وفرنسا سياسة تجارية إتجارية تهدف إلى إلغاء الواردات الأجنبية (من خلال القنوات المشروعة على الأقل) «بحيث يمنح المصنعون والمزارعون المحليون احتكارًا فعليًا للسوق المحلية». كانت إنجلترا وفرنسا معروفتين بالفعل على أنهما دولتان متنافستان تقليديتان، وأدت هذه السياسات التجارية الصارمة (ولا سيما التعريفات الجمركية المرتفعة والسباق لاستعمار أمريكا الشمالية وجنوب آسيا) إلى خلق علاقات دبلوماسية متوترة بينهما.

### معاهدات قبل عام 1786
خُففت سياسات الاتجارية في أوروبا قليلًا من خلال سلسلة من الاتفاقيات التي وُقعت بين عدة دول والتي أدت إلى معاهدة إيدن عام 1786. إلى جانب تجديد آل بوربون ميثاقهم العائلي في 1761، فتح الفرنسيون أيضًا بضعة موانئ استعمارية للتجارة الأجنبية في العام نفسه. بعد اثني عشر عامًا فاوضت الحكومة الفرنسية الاتفاقية الفرنسية البرتغالية لعام 1773. في 1778 وقعت فرنسا معاهدة الصداقة والتجارة مع الولايات المتحدة الناشئة على أسس تجارية تبادلية، ما خرق قوانين الملاحة التجارية البريطانية، ووقعتا أيضًا التحالف الفرنسي الأمريكي للدفاع المشترك لحماية المعاهدة في حال اندلعت الحرب نتيجة لها، وهو ما حدث.
إضافة إلى ذلك، في السنوات السابقة لعام 1786، روج القادة الاقتصاديون الصاخبون مثل آدم سميث والفيزيوقراطيون لسياسة تجارية أكثر ليبرالية في بريطانيا القرن الثامن عشر. اكتسبت منشوراتهم ونقاشاتهم شعبية وأنشأت ثقافة ضمن البلاد دعت إلى تخفيف الحواجز التجارية. على الرغم من أن تأثير الشعب ربما كان ضعيفًا أو منعدمًا على صناع القرار السياسي، كانت الحكومة البريطانية، على غرار نظيرتها الفرنسية، قلقة للغاية بشأن نقص الإيرادات الوطنية المنتجة. سعى كلا البلدين إلى إيجاد علاج عاجل، وبسبب إلحاحهما، جرى الاتفاق على اتفاقية إيدن عام 1786، ما خفف على نحو فعال من السياسات التجارية الصارمة لفرنسا وبريطانيا.

### القوى التي قادت إلى الاتفاقية
في ربع القرن الذي سبق عام 1786، كانت فرنسا قد خسرت معظم مستعمراتها الكندية والهندية، وبلغ الدين الوطني مستويات مرتفعة للغاية، وخشي الكثير من أن الإفلاس الوطني وشيك. اعتقدت حكومة لويس السادس عشر أنه إذا ما تم إلغاء الحظر وخفض رسوم الاستيراد، فإن التجارة المشروعة سوف تتوسع. إذا خُفضت رسوم الاستيراد الفرنسية نتيجة لمعاهدة تجارية مع بريطانيا، فقد يؤمن ذلك ميزة مزدوجة: المزيد من الإيرادات من رسوم الاستيراد، وفرص أكبر للمصنعين وتجار النبيذ لبيع منتجاتهم لبريطانيا. وعلى نحو مماثل، كان الاقتصاد البريطاني يفتقد إلى الكفاءة افتقادًا كبيرًا. بدين وطني قدره 250 مليون جنيه إسترليني وسوق سوداء عنيفة (42% فقط من الشاي و14% من البراندي المستورد دفعت 119% من الرسوم المفروضة التي أصدرتها الحكومة)، وخسارة المستعمرات الثلاث عشرة، كان ويليم بيت والحكومة البريطانية حريصين على إيجاد أرضية مشتركة مع منافسيهما التاريخيين من أجل تأمين هذه «الفرص الأكبر».
جرت المناقشة الأولى في مؤتمر السلام الإنجليزي الفرنسي في يناير 1783. نصت المادة 18 من هذه المحادثات على أن تفوض كل دولة لجنة «لمناقشة الترتيبات التجارية الجديدة للتعامل بالمثل». على أمل أن يكون الاتفاق التجاري هو الخطوة الأولى نحو عملية المصالحة، خفض الفرنسيون تعريفاتهم الجمركية في عام 1784 إلى المستويات المنصوص عليها في المادتين 8 و9 من معاهدة أوترخت. نتيجة لذلك، ارتفعت الصادرات البريطانية إلى فرنسا ارتفاعًا كبيرًا، أو على الأقل جرى تداولها عبر قنوات مشروعة بدلًا من تهريبها عبر السوق السوداء. لكن في بريطانيا، لم يظهر رد فعل متبادل تجاه السياسة الليبرالية الفرنسية. في نهاية عام 1748، بعد أن رفض البريطانيون تلبية المعايير الفرنسية الجديدة، لم يكن أمام فرنسا من خيار إلا إعادة فرض التعريفات الجمركية المحظورة التي فرضتها قبل عام 1784. كانت هذه الإخفاقات ما دفع ويليم بيت إلى تعيين ويليم إيدن مفاوضًا رئيسًا في المحادثات التجارية مع الفرنسيين في نهاية عام 1785.